# 刀安年
刀安年（1932年—2001年12月25日），傣族，云南瑞丽勐卯镇人，中华人民共和国政治人物。曾任云南省瑞丽县县长、政协瑞丽县委员会主席。

## 生平
1932年，刀安年出生于勐卯司署一个属官家庭，幼年就读于勐卯小学。1949年11月至1950年4月，刀安年被勐卯司署征去当土司兵，在三中队任分队长，主要负责新兵简单的训练。1950年5月，中国人民解放军进驻瑞丽，司署自卫队缩编。同年7至11月，刀安年与思伟章被送往保山民族干部培训班第一期学习。同年12月，杨侃率领解放军工作团到瑞丽开展工作:180，因语言不通，刀安年担任工作团翻译:215。
1951年2月至1954年6月，刀安年先后任瑞丽县工作团组员、组长，负责宣传中国共产党民族政策，并沟通稳定和团结司署上层。1954年7月至1955年7月，被选送到云南民族学院深造学习。1955年8月至1956年3月，他到弄岛雷允进行土地改革工作。1955年12月，加入中国共产党。1956年12月至1966年1月，他担任瑞丽县县长:766。1960年4月24日，瑞丽设立华侨接待站，刘成斌担任主任、刀安年担任副主任:289。
1962年9月至1966年10月，刀安年连续三届（第三、第四、第五届）当选政协瑞丽县委员会副主席。1963年1月至1969年1月，他被任命为中共瑞丽县委委员兼县委统战部部长。文化大革命爆发后，1969年1月至1972年4月，他被送到姐相五七干校审查、劳动改造，家人受到牵连。1972年5月，被平反后，他被调往瑞丽县革委会生产办公室工作。1974年5月，出任农林局副局长。1979年9月至1980年12月，任瑞丽县林业局局长。1980年12月28日，瑞丽县召开第八届人民代表大会，恢复县人大常委会和政府，撤销革委会，选举刀安年为县长:58。1981年1月至1984年7月，出任中共瑞丽县委副书记、县政府县长:766，任内大力推行家庭联产承包责任制:289。
1984年7月至1993年4月，刀安年当选政协瑞丽县委员会第七、第八、第九届主席。1985年1月，瑞丽市志编委会成立，他出任主任。其间参与组建修志机构、研究编修方案，筹备《瑞丽市志》。1993年5月，退休。2001年12月25日，因突发心脏病抢救无效，刀安年在勐卯镇家中逝世，享年70岁。同年12月27日，中共瑞丽市委、市人大、市政府、市政协领导班子及德宏州委组织举行追悼会:567-568。2011年7月，瑞丽市政协编撰发表《刀安年纪念文集》。